# Campañas de Muley Ismaíl (1678-1727)
Las campañas de Muley Ismaíl son una serie de operaciones militares del sultán marroquí Muley Ismaíl durante los siglos XVII y XVIII. El sultán de Marruecos construyó un poderoso ejército, compuesto en gran parte de los esclavos negros que se dedican totalmente a él, permitiendo que el gobierno central sea menos dependiente de las tribus a menudo rebeldes. Muley Ismaíl logró luchar contra los otomanos en Argel y tomó a los europeos importantes plazas costeras: a España las ciudades de La Mámora, el 30 de abril de 1681, Larache el 11 de noviembre de 1689 y Arcila en 1691. A Inglaterra la ciudad de Tánger, el 6 de febrero de 1684. Capturó a miles de prisioneros cristianos y estuvo muy cerca de apoderarse de Ceuta, fracasando en el intento. 
Aunque el monarca disfrutó de una estabilidad interna en su imperio, durante su reinado se produjeron una serie de rebeliones que fueron sofocadas a favor del sultán.